# ニアリ県
ニアリ県（ニアリけん、Niari Department）は、コンゴ共和国の県。県都はドリシー（旧称ルボモ）。人口は約33万人（2023年）。

## 地理
国土の西部に位置し、東をレクム県とブエンザ県、南をコンゴ民主共和国とアンゴラのカビンダ州、西をクイル県、北をガボンと接する。

## 下位行政区画
ニアリ県はキバングー、キモンゴ、ルバコー、マヨコ、モッセンジョ、Divenieの6郡からなる。